# Santuario Nacional Lagunas de Mejía
Das Santuario Nacional Lagunas de Mejía (SNLM) ist ein nationales Schutzgebiet in Südwest-Peru in der Region Arequipa. Es wurde am 24. Februar 1984 eingerichtet. Verwaltet wird es von der staatlichen Naturschutz-Agentur Servicio Nacional de Areas Naturales Protegidas por el Estado (SERNANP). Das Areal besitzt eine Fläche von 6,91 km². Es entspricht der IUCN-Kategorie III, vergleichbar einem Naturdenkmal in Deutschland. Das Santuario Nacional Lagunas de Mejía dient der Erhaltung eines Feuchtgebietes an der Pazifikküste. Seit dem Jahr 1992 ist das Gebiet zusätzlich als Ramsar-Gebiet ausgewiesen. Außerdem wurde das Gebiet zusammen mit dem Unterlauf des Río Tambo von BirdLife International als Important Bird Area identifiziert.

## Lage
Das Schutzgebiet befindet sich an der Pazifikküste in den Distrikten Mejía und Deán Valdivia in der Provinz Islay. Im Südosten reicht das Schutzgebiet bis zur Mündung des Río Tambo. 

## Ökosystem
Zu den Vogelarten im Schutzgebiet gehören u. a. das Rotstirn-Blässhuhn (Fulica rufifrons), die Graukopfmöwe (Chroicocephalus cirrocephalus), der Braunmantel-Austernfischer (Haematopus palliatus), die Präriemöwe (Leucophaeus pipixcan), der Feinschnabelämmerling (Xenospingus concolor), der Sanderling (Calidris alba), der Chileflamingo (Phoenicopterus chilensis) und die Teichralle (Gallinula chloropus). Am Río Tambo lebt der Grünfischer (Chloroceryle americana). Weitere Vogelarten in dem Gebiet sind der Truthahngeier (Cathartes aura), der Schmuckreiher (Egretta thula) und der Blaureiher (Egretta caerulea) und der Dreifarbenreiher (Egretta tricolor). Zu den Säugetieren im Schutzgebiet gehören der Anden-Skunk (Conepatus chinga), der Sechurafuchs (Lycalopex sechurae), der Kleingrison (Galictis cuja), der Küstenotter (Lontra felina) und das Tschudi-Meerschweinchen (Cavia tschudii). Zur Fauna gehören außerdem die Krötenart Rhinella limensis, die Echsen-Arten Microlophus tigris und Liolaemus insolitus sowie die Gecko-Arten Phyllodactylus gerrhopygus und Phyllodactylus angustidigitus.
Im Schutzgebiet wachsen u. a. folgende Pflanzen: Tessaria integrifolia, die Humboldt-Weide (Salix humboldtiana), Baccharis salicifolia und Baccharis glutinosa, der Schmalblättrige Rohrkolben (Typha angustifolia), die Süßgräser Distichlis spicata und Paspalum vaginatum, Salicornia fruticosa aus der Gattung der Queller sowie die Kleine Dreikant-Teichbinse (Schoenoplectus pungens).